# Comédie humaniste
La comédie humaniste est l'un des noms génériques donnés aux comédies françaises du XVIe siècle composées à l'imitation des comédies latines (notamment de Térence et dans une moindre mesure Plaute).
Ce genre, initialement très lié aux poètes de la Pléiade, est caractérisé par une volonté de rupture ouverte avec la tradition médiévale des farces et sotties ; cependant, malgré des débuts tonitruants, il ne réussit pas à s'imposer dans la société française du XVIe siècle, et ne laissa guère plus d'une vingtaine d’œuvres.

## Historique

### Les débuts de la comédie à l'antique
La démarche française s'initie avec les traductions des érudits humanistes, comme celles de Charles Estienne qui publie deux traductions de l'Andrienne de Térence en 1541 et 1542, cela s'inscrivant dans une démarche plus large de cette génération humaniste qui traduit de nombreux textes grecs comme latins. Ces traductions furent suivies par celles des poètes de la Pléiade, notamment Jean-Antoine de Baïf, à l’imitation de son père Lazare ou de son précepteur Charles Estienne. Les traductions se transforment ensuite progressivement en adaptations, notamment avec le Brave de Baïf (librement adaptée du Miles Gloriosus de Plaute), sous l’influence de l’« événement » que fut l'Eugène de Jodelle, qui propose le premier un modèle de comédie originale en français qui n’est encore que très librement inspiré de la comédie antique. Quelques pièces italiennes sont également traduites, tout d’abord Gl’Ingannati des Intronati par Charles Estienne en 1543 dont le « translateur » vante à juste titre la ressemblance avec les comédies antiques. Il faudra par la suite attendre les années 1560 et surtout 1570 pour trouver de véritables « sources » italiennes dans les comédies en français, avec la traduction du Négromant de l'Arioste par Jean de La Taille publiée en 1572 et surtout les Corrivaus du même auteur, comédie originale mais dont la trame est adaptée d’une nouvelle de Boccace  et publiée la même année (mais composée vers 1562). L’influence d’éléments typiquement italiens tardera à arriver dans une France dominée par un groupe d’auteurs aussi nationalistes, mais la génération suivante (celle de Pierre de Larivey) y sera beaucoup plus sensible, ainsi qu’aux influences autres qu’antiques.

### Le « baptême » du théâtre humaniste
La première comédie humaniste fut probablement L'Eugène d'Etienne Jodelle, représentée pour la première fois en 1553, à l'Hôtel de Reims ; cependant, elle comporte encore beaucoup d'éléments empruntés à la farce, qui seront rapidement gommés par les auteurs suivants. Sa représentation (et celle de la tragédie du même auteur Cléopâtre captive) donna lieu à une fête somptueuse en présence du roi Henri II, de la cour et d'une grande partie de l'élite intellectuelle de l'époque, et connut une renommée rapide. La représentation fut même suivie par une cérémonie à l'antique à Arcueil, réunissant tous les participants et amis, connue sous le nom de Pompe du bouc, et destinée à célébrer triomphalement la renaissance du théâtre antique en France. Par la suite, ce mouvement d'enthousiasme retomba assez rapidement, notamment du fait de la disgrâce puis de la mort du chef de file Jodelle, puis des dissensions au sein de la Pléiade et sans doute des difficultés à faire représenter ces pièces.

### Trois générations de dramaturges
On peut distinguer trois périodes dans cette production théâtrale : 
- tout d'abord les traductions de comédies antiques par les humanistes de la génération de Charles Estienne, Lazare de Baïf, Marc-Antoine Muret ou encore Georges Buchanan ;
- ensuite la génération de la « Pléiade » : Etienne Jodelle, Jacques Grévin, Jean-Antoine de Baïf, Jean de La Taille et Rémy Belleau, qui illustrent une approche expérimentale de la comédie à l'antique et en ouvrent la voie. On y trouve une intention militante et parfois polémique (notamment L'Eugène de Jodelle).
- enfin la troisième génération, à partir des années 1570 (Pierre de Larivey, Odet de Turnèbe, Pierre Le Loyer...) ne cherche plus à révolutionner le théâtre mais préfère relayer discrètement, notamment via la traduction, la comédie à l'italienne dont l'influence restait très marginale chez les précédents, plus patriotes.

Ainsi, si cette période du théâtre ne connut pas le succès prédit et escompté (sans doute en bonne partie pour des raisons politiques), elle garde le mérite d'avoir ouvert la voie à la comédie classique, et à des auteurs comme Corneille et Molière, qui en furent manifestement des lecteurs.

## La démarche

### La renaissance de la comédie antique
La comédie humaniste résulte avant tout de l'imitation des pièces de l'Antiquité et essentiellement du comique latin Térence, un des auteurs les plus lus du XVIe siècle — les grecs étant peu connus ou trop politiques (notamment Aristophane). Elle emprunte cette habitude à la Commedia erudita, comédie italienne florissante dès la première partie du XVIe  elle-même issue de la comédie antique de Plaute et de Térence, représentée en Europe et à la cour de France, notamment lors de fêtes. 
La comédie du XVIe siècle fait partie de la littérature érudite de la Renaissance : assez symptomatique en cela de la production littéraire du « groupe » que les historiens de la littérature ont dénommé « Pléiade », elle est le fruit d’auteurs savants, pétris de culture antique malgré leur jeune âge, mais aussi très au fait en matière de culture contemporaine, française et italienne bien sûr mais aussi plus généralement européenne, et fins observateurs des problèmes politiques et sociaux du moment. 
Les comédies de la génération de la Pléiade sont donc à considérer dans leur contexte intellectuel, mais sans toutefois forcer le trait comme cela a souvent été fait : l’usage fréquent du terme italien « com(m)edia erudita »  a en effet souvent induit en erreur certains lecteurs, faisant courir le bruit que ces pièces étaient aussi remplies d’obscures références savantes que Les Amours de Ronsard. De fait, il n’en est rien : sur tout le corpus, on ne relève pratiquement aucune référence antique ou érudite, et si le niveau de langue varie d’une pièce à l’autre (la plus « gaillarde » étant sans doute l'Eugène de Jodelle, et la plus retenue la Reconnue de Belleau), le vocabulaire demeure parfaitement accessible, voire pauvre si on le compare aux poèmes des mêmes auteurs.

### Une comédie « érudite»?
La « comédie érudite » est donc surtout une « comédie d’érudits » : il n’est nul besoin de connaître Térence pour comprendre ces intrigues populaires et contemporaines, par opposition relative à la tragédie, qui fait plus souvent appel à la culture (notamment historique) des spectateurs ; toutefois, ces pièces sont au demeurant bien écrites par des lecteurs de Térence et Plaute, en référence au théâtre latin et en partie pour des lecteurs de ce corpus antique, qui sauront y retrouver des codes et des manières. 
L’érudition de ces comédies sera donc plus à chercher dans la structure que dans l’apparence. Et cette structure consiste avant tout en une démarche d’imitation, l’imitation du théâtre comique latin, ou plutôt d’un certain théâtre comique latin, vu par les humanistes français de la Renaissance. Ce théâtre comique est en effet, au contraire du tragique, essentiellement d’inspiration romaine : malgré plusieurs allusions à Ménandre (par exemple dans le prologue de l'Eugène, v. 33) et à Aristophane (par exemple dans le Brief discours de Grévin) qui pourraient nous tromper, le fait est que Ménandre n'est connu de ces auteurs que par voie indirecte, notamment en qualité d’inspirateur de Térence mais ses textes demeureront inconnus jusqu’au XIXe siècle, chance que n'auront même pas connue les autres dramaturges grecs comme Diphile, Alexis, Démophile ou Philémon, définitivement perdus depuis l’Antiquité et donc complètement inconnus au XVIe siècle. 
Quant à Aristophane, il est certainement lu et connu de la plupart des dramaturges du XVIe siècle, mais n’a apparemment laissé aucune influence sensible sur la production de la Renaissance, résolument tournée vers la comédie latine, sans doute par souci de ne pas faire un théâtre aussi ouvertement politique en pleines guerres de religion. D’ailleurs, seules deux pièces témoignent de l'influence de la comédie ancienne. En 1550, le Plutus d'Aristophane est traduit et représenté par Ronsard et Baïf, probablement au début des années 1550. Il s'agit de la dernière comédie d’Aristophane, elle est donc plus proche de la « comédie nouvelle » à la Ménandre, et des comiques latins, qui seront clairement les modèles exclusifs d’imitation à la Renaissance. Une autre pièce, unique en son genre, la Nephelococugie ou la Nuee des Cocus, comedie non moins docte que facetieuse de Pierre Le Loyer est publiée en 1579. Il s'agit d'une adaptation des Oiseaux d'Aristophane. L'auteur y reprend notamment la structure de la pièce grecque avec un « système entrecouppé » de différents vers. 

### La naissance des règles
À l'imitation des comédies antiques, les comédies humanistes se singularisent par l'adoption d'un certain nombre de règles, qui deviendront plus tard celles de la comédie classique : 
- une longueur comprise entre 1500 et 2000 vers (comme les comédies antiques, soit bien plus longues que les farces) ;
- la division en cinq actes séparés par une scène vide[8] : exposition, nœud, péripéties, dénouement, soulagement final ;
- la division en scènes à chaque entrée ou sortie d'un personnage ;
- pas plus de trois personnages sur scène en même temps ;
- la pièce doit se terminer de manière heureuse, avec si possible des mariages.

Quant à la fameuse « règle des trois unités », elle n’existe pas encore à l’époque : la temporalité et les lieux étaient déjà très vagues dans les modèles latins, et l’action, toujours très embrouillée, était loin d’y être « pure ».

## Les caractéristiques du genre
Les comédies humanistes constituent les premières « comédies régulières » de l'histoire du théâtre français. Il faut entendre par cette appellation les comédies composées à l’imitation de la comédie romaine et qui en respectent les règles formelles, par opposition aux farces, sotties, moralités et autres jeux théâtraux de l’époque désignés par le même terme de « comédie », qui regroupait dans le vocabulaire courant tous les spectacles à dénouement heureux (et qui seront tous interdits sous cette appellation par édit du Parlement de Paris de 1588 à 1594).
Le vers employé dans les comédies régulières de la Renaissance est généralement l'octosyllabe à rimes plates, vers de l'oralité par excellence. C'est le vers du discours trivial et dynamique, déjà employé par Ronsard dans ses Odes gaillardes, « degré zéro » de la versification et donc vers « naturel » de la conversation versifiée entre gens du peuple, que le décasyllabe lyrique ou l’alexandrin épique ne sauraient assumer sans inconvenance. Parallèlement, le style est volontairement simple, avec un vocabulaire pauvre et de nombreuses tournures vernaculaires très éloignées de la production poétique « habituelle » de la Pléiade. Jacques Grévin défend cette démarche dans l'avis au lecteur de l’édition princeps de ses comédies quand il dit : 

« Il n’est pas icy question de farder la langue d’un mercadant, d’un serviteur ou d’une chambriere, & moins orner le langage du vulgaire, lequel a plustost dict un mot que pensé. Seulement le comique se propose de representer la vérité & naïveté de sa langue, comme les mœurs, les conditions et les estats de ceux qu’il met en jeu sans toutefois faire tort à sa pureté […]. Tu ne trouveras donc estrange, Lecteur, si en ces Comedies tu ne trouves un langage recherché curieusement, & enrichi des plumes d’autruy : car je ne suis point de ceux qui font parler un cuisinier des choses celestes & descriptions des temps & des saisons ; ou bien une simple chambrière Françoise des amours de Jupiter avec Leda, & des vaillantises d’Alexandre le grand. »

Au contraire de la tragédie, la comédie humaniste se veut reflet, le miroir de la société, peignant des personnages « tels qu’on les voit entre nous » (prologue de l'Eugène) ou à leur comédie qui « représentera comme un miroir le naturel & la façon de faire d’un chascun du populaire » (prologue des Corrivaus), « contenant en soy diverses manieres de vivre entre les citadins de moyen estat » (Brief Discours de Grévin), idées assez éloignées des conceptions de Plaute et Térence, qui se souciaient plus de jouer avec le code des caractères traditionnels de leurs personnages que de représenter avec réalisme leur environnement social. La comédie humaniste raconte comme chez les latins les amours contrariées de jeunes filles et jeunes gens, mais transposées dans la France de la Renaissance, avec parfois des références à l'actualité telles les guerres de l'époque. Il arrive que les lieux soient même familiers du public : certaines pièces se déroulent explicitement à Paris, et le cadre permet à l'occasion de peindre le milieu bourgeois à travers l'intrigue.
Les français, comme les italiens ont adapté leur catalogue de personnages aux mœurs de leur temps : le citoyen romain devient bourgeois parisien, les prostituées latines sont gommées ou remplacées par des femmes adultères, les jeunes nobles deviennent étudiants, et les esclaves sont des serviteurs salariés ou des lavandières. Comme à Rome, ces personnages sont définis par trois critères, qui sont leur sexe, leur âge (l’âge de la vie : jeune, adulte, vieillard) et leur condition ou occupation (bourgeois, serviteur, marchand, soldat…). À cette détermination sociale s’ajoute un caractère sur les quelques possibilités qu’offre chaque rôle : le jeune peut être dépravé, amoureux lyrique ou bon ami fidèle, comme le vieillard peut être débonnaire, grincheux ou lubrique ; on comparera par exemple à ce titre le soldat poltron Taillebras du Brave de Baïf et le féroce mercenaire Florimont de l'Eugène de Jodelle, deux caractères alternatifs fondés sur une même condition. C'est la combinaison de ces données qui fait un personnage, auquel on donnera un nom : ce personnage demeure très stéréotypé, et il n’existe aucune différence réelle entre la psychologie de deux personnages partageant les mêmes caractéristiques, comme les deux jeunes « co-rivaux » de La Taille, Philadelphe et Euvertre. 
Jacques Grévin explicite cette nécessité d'adaptation dans son Brief Discours pour l’intelligence de ce Teatre :

« En la composition [de celles-ci] j’ay plustost ensuyvi la nayveté de nostre vulgaire, & les communes manieres de parler, que pris peine d’ensuyvre les anciens, encore que je ne m’en soy du tout retiré, comme pourront apercevoir ceux qui seront un peu versez en […] Plaute & Térence. »

Très peu d’ouvrages théoriques ont été produits à l’époque, la pratique consistant plus en une pragmatique de l’imitation du théâtre antique qu’en la cristallisation de réflexions conceptuelles a priori. Les seuls écrits théoriques que nous aient laissés les auteurs sont l’Art de la Tragédie de La Taille, le Brief Discours pour l’intelligence de ce Theatre et l’avis Au Lecteur de Grévin, ainsi que les prologues des pièces (seule La Reconnue n'en a pas), mais aussi les textes d’auteurs proches comme l’Art Poétique de Peletier du Mans, l’avant-propos de la Comedie du Sacrifice de Charles Estienne, ou encore son épître au dauphin sur la comédie.

## Les intrigues
L’intrigue des comédies renaissantes originales est inspirée des modèles antiques avec une assez grande justesse, et leurs scénarios n’auraient probablement pour la plupart (à part l'Eugène) pas paru démesurément exotiques à Rome, une fois recontextualisés (les entremetteurs redevenant des « marchands de filles », les succubes adultères des courtisanes, etc.). On y retrouve ainsi bien l’amour contrarié de jeunes hommes (le Protenotaire de la Trésorière, l’Advocat des Esbahis, l’Amoureux de la Reconnue, le Constant du Brave, et le Filadelphe et l’Euvertre des Corrivaus) pour des jeunes filles, amour dont la concrétisation est rendue provisoirement impossible par un obstacle (généralement le refus de l’alliance par une autorité adulte), qui sera finalement surmonté pour permettre le mariage final des jeunes gens et la liesse générale (mis à part les quelques « vaincus » comme le Panthaleone des Esbahis ou le Taillebras du Brave, cependant « plus joyeux que fasché / d’estre quitte à si bon marché » comme le rappelle l’épilogue). Seules les deux premières comédies, l'Eugène et la Trésorière, ne se plient pas vraiment à ce modèle, la première se terminant d'une manière immorale comme une farce, et la seconde se terminant par la fuite du jeune homme avec son argent. Ce dénouement demeure cependant à peu près conforme à un schéma minoritaire de la comédie latine, le jeune homme libre ne pouvant se marier avec une courtisane (transformée pour l’occasion en femme mariée), la différence en étant ici que personne n’est vraiment heureux à la fin de la comédie mais simplement soulagé que les problèmes n’aient pas eu de plus graves répercussions (ce qui ne saurait donc en aucun cas la rapprocher de la farce pour autant).